# Hosakeri, Hagaribommanahalli
Hosakeri là một làng thuộc tehsil Hagaribommanahalli, huyện Bellary, bang Karnataka, Ấn Độ.